# Phylloblastia bielczykiae
Phylloblastia bielczykiae är en svampart som beskrevs av Flakus & Lücking. Phylloblastia bielczykiae ingår i släktet Phylloblastia och familjen Verrucariaceae.   Inga underarter finns listade i Catalogue of Life.